# زياد منى
زياد يوسف منى هو كاتب وباحث وأكاديمي فلسطيني كان يقيم في سوريا. تخصَّص في الدراسات التوراتية، أسس برنامج «كتاب قرأته» في قناة الجزيرة. أنشأ وأشرف على دار قدمس للنشر في دمشق وبيروت.
حصل على درجة الدكتوراه في الفلسفة من جامعة لايبتزغ في مدينة لايبزيغ الألمانية، ثم تابع أبحاثه في جامعة هومبولت في برلين في مجال الدراسات التوراتية، ومن أشهر مؤلفاته كتاب «جغرافيا التوراة مصر وبنو إسرائيل في عسير».
توفي في سوريا، دمشق بتاريخ 4 مارس 2022.

## مؤلفاته
بعض من مؤلفات الكاتب:
- «جغرافية التوراة: مصر وبنو إسرائيل في عسير»، 1995
- «بلقيس امرأة الالغاز وشيطانة الجنس»، 1997
- «مقدمة في تاريخ فلسطين القديم»، 2000
- «الأبيونيون وورق بن نوفل»، 2001
- «تلفيق صورة الآخر في التلمود (يسوع المسيح والعرب والمسيحيين والأميين)»، 2002
- «عزمي بشارة - القضية والمحاكمة»، 2003
- «بلقيس لغز ملكة سبأ»، 2004